# Седзер
Седзе́р (фр. Sedzère) — коммуна во Франции, находится в регионе Аквитания. Департамент — Атлантические Пиренеи. Входит в состав кантона Пе-де-Морлаас и дю Монтанерес. Округ коммуны — По.
Код INSEE коммуны — 64516.

## География

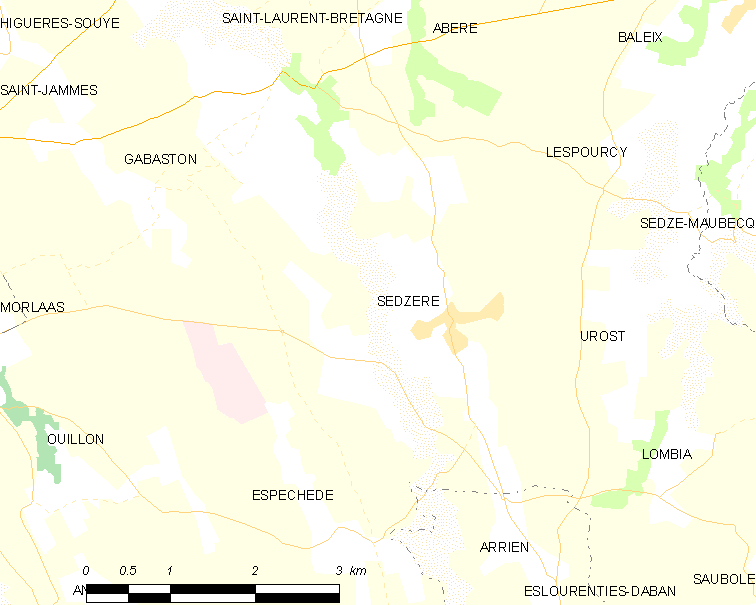
Карта коммуны

Коммуна расположена приблизительно в 650 км к югу от Парижа, в 170 км южнее Бордо, в 17 км к востоку от По.
На западе коммуны протекает река Суй.

### Климат
Климат тёплый океанический. Зима мягкая, средняя температура января — от +5°С до +13°С, температуры ниже −10 °C бывают редко. Снег выпадает около 15 дней в году с ноября по апрель. Максимальная температура летом порядка 20-30 °C, выше 35 °C бывает очень редко. Количество осадков высокое, порядка 1100 мм в год. Характерна безветренная погода, сильные ветры очень редки.

## Население
Население коммуны на 2010 год составляло 414 человек.
| 1962 | 1968 | 1975 | 1982 | 1990 | 1999 | 2010 |
| ---- | ---- | ---- | ---- | ---- | ---- | ---- |
| 251  | 212  | 239  | 353  | 359  | 338  | 414  |

## Администрация
| Период | Период | Фамилия            | Партия | Примечания |
| ------ | ------ | ------------------ | ------ | ---------- |
| 1995   | 2008   | Габриэль Конт      |        |            |
| 2008   | 2014   | Ален Лост-Борденав |        |            |
| 2014   | 2020   | Люсьен Ларроз      |        |            |

## Экономика
В 2010 году среди 278 человек трудоспособного возраста (15-64 лет) 209 были экономически активными, 69 — неактивными (показатель активности — 75,2 %, в 1999 году было 74,2 %). Из 209 активных жителей работали 199 человек (119 мужчин и 80 женщин), безработных было 10 (3 мужчин и 7 женщин). Среди 69 неактивных 14 человек были учениками или студентами, 36 — пенсионерами, 19 были неактивными по другим причинам.

## Достопримечательности
- Церковь Св. Петра (XI век)[4]